# BelPa Buz Pateni Tesisi
Das BelPa Buz Pateni Tesisi (en.: BelPa Ice Skating Facility, früher: Bahçelievler Ice Rink, Bahçelievler Buz Pisti, Ankara Ice Skating Palace, G.S.İ.M. Buz Pateni Sarayı) ist eine 1989 in Ankara, Türkei, erbaute Indoor-Eislauf- und Eishockeyarena. Der Standort wurde zwischen 2020 und 2024 umfassend erweitert und renoviert. Das Eisstadion befindet sich im Viertel Yukarı Bahçelievler in der Akdeniz Avenue 4/2 in Çankaya, Ankara.

## Geschichte
Die Eislaufanlage wurde zwischen 1984 und 1989 von der Stadtverwaltung Ankara errichtet. Sie war die größte Eisbahn in der Türkei, und hatte eine Kapazität von fast 1.000 Sitzplätzen. Anfangs wurde sie von der Generaldirektion für Sport des Ministeriums für Jugend und Sport betrieben, bevor sie 2003 der Jugend- und Sportdirektion der Provinz Ankara übertragen wurde. Wegen Problemen mit Eisschmelze wurden 2013 umfangreiche Wartungsarbeiten durchgeführt. Eine mögliche Katastrophe wurde verhindert, als bei einer Inspektion im Jahr 2015 festgestellt wurde, dass die Stäbe der Dachkonstruktion verbogen waren und Anzeichen von Metallermüdung aufwiesen. Die Eisbahn wurde für fünf Monate wegen Reparaturarbeiten geschlossen.
Die Eislaufanlage wurde am 17. November 2020 an die Stadtverwaltung Ankara übergeben. Sie war fünfeinhalb Jahre lang wegen Erweiterungs- und Renovierungsarbeiten geschlossen, um internationalen Standards zu entsprechen. Mitte Februar 2022 wurde die Anlage für 45 Tage vorübergehend wiedereröffnet, um im Anschluss Teilrenovierungsarbeiten durchzuführen. Zusätzlich wurde eine Eislaufbahn im Freien errichtet. Nach Abschluss der Renovierungsarbeiten wurde die Anlage Ende September 2024 wiedereröffnet.

## Veranstaltungen
In den 1990er und 2000er Jahren wurden in der Anlage einige Spiele der türkischen Eishockey-Superliga ausgetragen.
Die Qualifikationsspiele der Division III der U18-Junioren-Weltmeisterschaft 2005 wurden in der Arena ausgetragen und zwei Jahre später ebenfalls Spiele der Division III der U20-Junioren-Weltmeisterschaft 2007.
Im September 2024 war die Halle Austragungsort des Eiskunstlauf-Junioren-Grand-Prix Ankara mit 127 Teilnehmern aus 36 Ländern.